# 北投女巫
《北投女巫》是臺灣漫畫家簡士頡創作的奇幻網路漫畫，第一季於Comico每周連載，第二季則在LINE WEBTOON連載。截至2023年1月，《北投女巫》的點閱量達758萬次。

## 劇情
《北投女巫》場景設定在臺北都會，描述植物、動物、光明、魅惑、和諧與秩序、預知夢、恐懼和悲劇八名女巫，以及追殺女巫的「白團」之間的故事:26。女巫們各自有自己的能力，而能力強度取決於身邊的條件，比如經濟、幸福感等等:28。其中的和諧與秩序女巫其實是「重生女巫」，但沒有覺醒的時候都不知道自己的身分:26。故事以植物女巫被白團殺害開始，而後白團及女巫團內部開始內鬨。白團第三代的主角楊博廷與悲劇女巫成為戀人、方知洐則希望成為女巫，最終導致了白團的分崩離析。恐懼女巫則因為意圖奪取其他女巫的能力，聽信白團而開始內鬥:26。
在接下來的故事中白團殺死了除了和諧與秩序女巫的每一名女巫，但最後因為方知洐的背叛以及重生女巫覺醒，白團被打敗，所有的女巫復活。故事最後以方知洐加入女巫團結束:26。

## 創作
在創作《北投女巫》前，作者已經創作過另一本以北投女巫傳說為題材的漫畫《無奈的獵人》，獲得過Comico漫畫銀賞。
《北投女巫》故事背景北投區名稱來自巴賽族語的「Ki-Pataauw」，意即「女巫」，主要取材地點則包括北投溫泉博物館、關渡宮、北投文物館、新北投站、地熱谷等地:37-48。創作時參考了巴賽族、凱達格蘭族、噶瑪蘭族、卑南族、排灣族文化和喀耳刻作為靈感來源。據作者表示，大學時便已設定好劇情架構，而漫畫裡的女巫均是以大學同學為原型。

## 評價
《臺北畫刊》將《北投女巫》評價為「擷取台北都會女子的社交氣息並結合強烈個人風格的漫畫」。
截至2023年11月，北投女巫第一季在LINE WEBTOON的評價為9.80，第二季在LINE WEBTOON的評價為9.77。

## 後續創作
2019冠狀病毒病疫情期間，韓國漫畫家發起防疫漫畫活動，《北投女巫》也參與這一活動。